# 彼得·B·赫希
彼得·B·赫希爵士 FRS （英語：Sir Peter Bernhard Hirsch，1925年1月16日—），英国材料科学家，对电子显微镜的发展作出了根本性贡献。

## 生平
赫希毕业于Sloane School以及剑桥大学圣凯瑟琳学院。1946年他加入卡文迪许实验室的晶体部门。后来，他对于煤炭结构的分析做出了重要贡献。
在1950年代他创新地将透射电子显微镜 (TEM)应用于金属，发展了详细的扫描技术理论。在1965年他和Archibald Howie, M.J. Whelan, Pashley and Nicholson,发表了晶体电子显微的文章。
后来赫希在牛津大学任讲席教授，1992年退休。他创建了牛津大学的材料科学系。
因为他促进电子显微镜的发展，以研究晶体物质的结构，赫希1983年获沃尔夫物理学奖。1963年当选皇家学会院士，1975年封为骑士。赫希也是牛津大學聖艾德蒙學堂成員之一。